# اتومیک پلنت انترتینمنت
اتومیک پلنت اینترتینمنت (انگلیسی: Atomic Planet Entertainment) شرکت بازی ویدئویی بریتانیایی است، که در سال ۲۰۰۰ تأسیس شد.